# タライロン
タライロン（学名：Hoplias macrophthalmus）は、エリュトリヌス科(en:Erythrinidae)に属する魚類で、南米のシングー川に生息する大型のカラシンである。タライロンとは、ポルトガル語で「裏切り者」という意味。カラシンの中では原始的な形態を保持した種類であり、水底や物陰に静止して通りかかる魚に襲いかかる待ち伏せ型の捕食行動を取る。一般的にタライロンと呼ばれるのはHoplias macrophthalmus種及びHoplias aimara種であり、その他のHoplias属としては若干小型の種類として50cmほどになる「ホーリー」Hoplias malabaricusが一般的に知られている。
2014年6月21日放映のザ・プレミアム『大アマゾン!怪魚ハンターが行く』(NHK BSプレミアム)ではアマゾン三大怪魚の一つとして釣り上げられる様子が紹介された。

## 飼育
タライロンは鑑賞魚として人気だが、大型に成長する種類では1メートルを超えるまでに成長するためメータークラスの水槽やそれにあったろ過装置などかなりの設備が必要である。性格が非常に荒く、攻撃性が高いため他の魚との混泳は困難で、単独での飼育が望ましい。また、ピラニアと同じく牙が発達しているため、大型の個体の場合、不用意に水槽に手を入れたり驚かせたりすると激しく噛み付かれ、大怪我をすることもあるため、普段の世話の際など取り扱いには細心の注意が必要である。